# 長周期変光星
長周期変光星（ちょうしゅうきへんこうせい、long-period variable）は、明るさの変化の周期が数か月から数年と長期に及ぶ変光星の種類である。長周期変光星は巨星であり、スペクトル型はF以赤であるが、ほとんどは赤色巨星か漸近巨星分枝星であり、スペクトル型はM、S、Cである。深い橙色か赤色に見える。
オックスフォード天文学辞典によれば、ミラ型変光星だけを含めており、以前はおうし座RV型変光星や半規則型変光星も含めていた、としている。